# (37264) 2000 XS16
2000 XS16 (asteroide 37264) é um asteroide da cintura principal. Possui uma excentricidade de 0.14969230 e uma inclinação de 8.84171º.
Este asteroide foi descoberto no dia 1 de dezembro de 2000 por LINEAR em Socorro.